# Arthur W. Coolidge

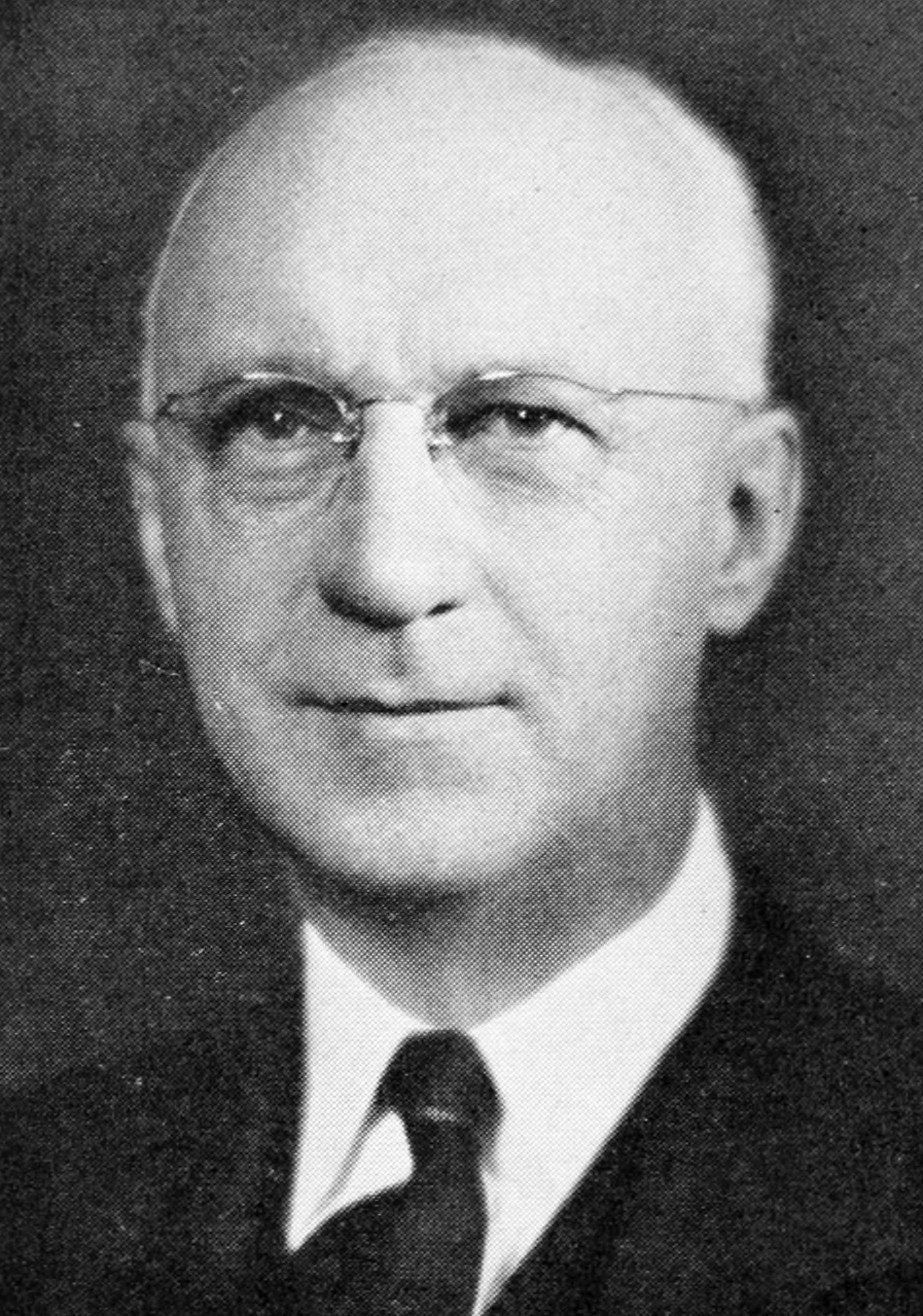
Arthur W. Coolidge (1945)

Arthur William Coolidge (* 13. Oktober 1881 im Cumberland County, Maine; † 23. Januar 1952 in Reading, Massachusetts) war ein US-amerikanischer Politiker. Zwischen 1947 und 1949 war er Vizegouverneur des Bundesstaates Massachusetts.

## Werdegang
Arthur Coolidge war ein Cousin vierten Grades von Präsident Calvin Coolidge. Außerdem hatte er einen ältere Bruder, Richard B. Coolidge, der ebenfalls Politiker in Massachusetts war. Bis 1903 studierte er an der Tufts University. Nach einem anschließenden Jurastudium an der Harvard University und seiner 1906 erfolgten Zulassung als Rechtsanwalt begann er in diesem Beruf zu arbeiten. Später schlug er als Mitglied der Republikanischen Partei auch eine politische Laufbahn ein. Zwischen 1937 und 1940 saß er als Abgeordneter im Repräsentantenhaus von Massachusetts; von 1941 bis 1946 gehörte er dem Staatssenat an, dessen Vorsitz er im Jahr 1945 übernahm.
1946 wurde Coolidge an der Seite von Robert F. Bradford zum Vizegouverneur von Massachusetts gewählt. Dieses Amt bekleidete er zwischen 1947 und 1949. Dabei war er Stellvertreter des Gouverneurs. 1948 wurde er nicht wiedergewählt. Im Jahr 1950 bewarb er sich erfolglos um das Amt des Gouverneurs. Coolidge war neben seinen juristischen und politischen Tätigkeiten auch ein erfolgreicher Geschäftsmann. So war er Präsident einiger Firmen und Direktor bei verschiedenen Banken. Er fungierte auch als Leiter des Washington Hospital in Boston. Außerdem war er Mitglied mehrerer Organisationen und Vereinigungen, darunter die Freimaurer. Er starb am 23. Januar 1952 in Reading im Middlesex County.